# Окупација Рура
Окупација Рура између 1923. и 1925, од стране војника из Француске и Белгије, је био одговор на немогућност Немачке Вајмарске републике за време канцелара Вилхелма Куноа да плати одштету као последице Првог светског рата. 
Репарацијама као средством своје политике против Немачке, нарочито после Рапала, Француска је била решена да се користи више него икада. Проблем репарације одмах је искочио у врх европске политике. Преплашена немачка влада је већ 12. јула 1922. обавестила силе Антанте да није у стању да исплати износ ратне одштете за 1921, и затражила је шестомесецни мораторијум. Под притиском Француза, Репарациона комисија је одбила да размотри овај захтев, али је Дејвид Лојд Џорџ, представник Уједињено Краљевства рекао да би Британија могла да прихвати овај мораторијум с обзиром на ситуацију у Немачкој. Французи су на ову изјаву одреаговали тако што су рекли да би могли да прихвате мораторијум, али под условом да се њима и осталим савезницима предају рудници угља у Руру на експлоатацију – “производне залоге”. Енглези су одбили овај предлог, знајући ко би имао највише користи од експлоатације. Због тога, је Лојд Џорд сазвао међусавезничку конференцију у августу 1922. како би се овај проблем решио.
Лојд Џорџ је тражио већу толеранцију према платежним могућностима Немачке. Французи су одбацили тај захтев, оптужујући Немачку да намерно подстиче инфлацију како би избегла плаћање репарације. Истакли су да би могли прихватити одлагање репарационих обавеза само под два услова: или да јој се пруже “производне залоге”, или да јој се исто тако на неодређено време, тј. до потпуне исплате репарација, одложи враћање ратних дугова Енглеској и САД. Лојд Џорџ је одбио Француске (Поенкареове) захтеве, па је конференција завршена без икаквих резултата. У ствари, Французи су покушавали да заузму Рур по сваку цену, тј. преко репарације као најјачег средства притиска на Немачку. Наишли су на отпор Енглеза и Американаца. Американци су били благонаклони и предусретљиви према Немцима јер су се припремали да у овој земљи ангажују своје велике капитале и друге материјалне интересе.
Из тог разлога, влада САД је почетком јесени 1922. одлучила да се и формално умеша у решавање рапарационог питања. Излазе са својим предлогом да се старање над овим проблемом одузме Репарационој комисији, и да се формира тим финансијских експерата, међу којима би био и један амерички, који би решили ово питање. Наравно, овај предлог је категорички одбијен од стране Француза којима је интерес био супротан.
Променом Немачког кабинета, на чијем је челу сада био канцелар Вилхелм Куно, и оштрих размимоилажења између Француске са једна и Велике Британије и САД с друге стране, политички и привредни кругови у Немачкој почињу да воде политику отвореног саботирања репарационих обавеза. Канцелар Куно је изјавио да Немачка неће бити у стању да у јануару 1923. плати доспеле ануитете, и предложио је двогодишњи мораторијум. Француски бес и гнев је био на помолу да експлодира, па је председник нове конзервативне британске владе Ендру Бонар Лоу предложио да се сазове још једна конференција за решавање овог питања, и то 9. децембра 1922.
На овој конференцији, која је била пуна неповерења, Италију је први пут представљао Бенито Мусолини. Овде су Французи опет тражили производне залоге, док су се Британци одупирали овим захтевима. Исход конференцији је у суштини остао исти, с тим сто је овог пута Поенкаре имао већу подршку Белгије и Италије него пре четири месеца, што је јако утицало на сазревање његове одлуке за окупацију Рура. Крајем децембра, та одлука је и била донета.
На дан 26. децембра 1922. Репарациона комисија је констатовала да Немачка касни у испоруци угља и телеграфских стубова које шаље на име репарације у Белгију и Француску. Поенкаре је одмах затражио нову међусавезничку конференцију која се одржала 2. јануара 1923. године у Паризу, где је саопштено да ће француске трупе запосети област Рура како би обезбедиле ефикасне испоруке угља на име репарације. Бонар Лоу се успротивио, и рекао како британска влада не одобрава окупацију Рура, али да јој се неће силом супротстављати. После конференције у Паризу, француска и белгијска влада су известиле Берлин да ће комисије њихових инжењера, заштићене војском ући у Рур да би успоставиле контролу над производњом и испоруком угља, што су 11. јануара 1923. и урадиле.
Дана 12. јануара Немачка повлачи своје амбасадоре из Белгије и Француске и упућује протестне ноте. Дан касније позива раднике, сељаке, чиновнике и остале да пруже “пасивни отпор” окупаторима. Овај отпор се веома добро примио, па лагано прераста у активни: саботаже, побуне и други сукоби. Реакција Француза на овакве облике отпора била је ригорозна. Окупациони режим се претворио у диктаторски (хапшења, батинања, стрељања непослушних грађана). У једној од таквих побуна, 13 радника је убијено. Французи и Белгијанци су се успешно борили са овим отпорима. Увели су властите службе, раднике, чак и своју посебну монету. Немачка више није располагала продукцијом своје привредно најјаче области, а истовремено је морала да помаже рурско становништво у штрајку, да издржава на десетине и стотине хиљада избеглица, да трпи губитке због застоја у низу привредних грана које су зависле од производње фабрика и рудника у Руру. Последица је штампање огромне количине новца, и невероватни раст инфлације. Политика “пасивног отпора” нанела је више штете Немачкој, него савезницима.
Немци више нису могли да издрже катастрофалну економску и привредну ситуацију, па су покушали да преговарају нудећи нека своја решења, која су категорицки била одбијена. На крају пристају на све могуће услове, после пада Кунове владе, и доласком на власт Густава Штреземана. Престаје “пасивни отпор” и радници се враћају на своја места.
Све велике силе будно су пратиле догађаје у Руру, наравно реагујући на све догађаје. СССР су заузеле јасан и недвосмислен став којим осуђује окупацију; Италија је одобрила француско–белгијску акцију и пружила јој подршку; САД је заузела став ишчекивања;
Велика Британија је одлучила да створи што повољније односе са САД, па је заузела сличан став, како би у Вашингтону 31. јануара 1923. потписала уговор о враћању ратних дугова у року од 60 година. У јулу и августу 1925. Французи евакуишу рурску област.